# Олтон (Мисури)
Олтон (енгл. Alton) град је у америчкој савезној држави Мисури.

## Демографија
По попису из 2010. године број становника је 871, што је 203 (30,4%) становника више него 2000. године.
| Група             | 2000.       | 2010.       |
| Белци             | 645 (96,6%) | 826 (94,8%) |
| Афроамериканци    | 2 (0,3%)    | 4 (0,5%)    |
| Азијати           | 0 (0,0%)    | 0 (0,0%)    |
| Хиспаноамериканци | 4 (0,6%)    | 12 (1,4%)   |
| Укупно            | 668         | 871         |